# Advektion
Advektion er horisontal bevægelse af luft.
Ved koldluftsadvektion bevæger en kold luft sig hen over en varm overflade (det er typisk for bygevejr). Varmluftsadvektion er varm luft over en kold overflade (det giver normalt diset og tåget vejr).
| Artikelstump | Spire Denne meteorologi eller vejr-relaterede artikel er en spire som bør udbygges. Du er velkommen til at hjælpe Wikipedia ved at udvide den. |